# Джелепско
Джелепско (болг. Джелепско) — село в Болгарии. Находится в Кырджалийской области, входит в общину Момчилград. Население составляет 271 человек.

## Политическая ситуация
В местном кметстве Джелепско, в состав которого входит Джелепско, должность кмета (старосты) исполняет Хасан Ибрахим Ибрахим (Движение за права и свободы (ДПС)) по результатам выборов.
Кмет (мэр) общины Момчилград — Ердинч Исмаил Хайрула (Движение за права и свободы (ДПС)) по результатам выборов.